# Ole Drebold
Ole Drebold, född 30 oktober 1951 i Melbeck i Niedersachsen i Tyskland, är en svensk grafiker och skulptör. Som skulptör arbetar han i trä, stål och sten.
Ole Drebold utbildade sig till konstnär på Hochschule für bildende Künste Hamburg i Hamburg i Tyskland 1973–1978. Han kom 1979 till Sverige och bosatte sig först i Stora Vika och senare på Landsort.
Han hade sin första separatutställning på Konstsalongen De Unga i Stockholm 1985.
Han fick Skulptörförbundets Sergelstipendium 2016.

## Offentliga verk
- Älgen, matsalen i Kyrkskolan i Sorunda
- utsmyckning av portingångar i bostadsområdet Fornbacken i Södertälje
- Minnesfärd, 1997, ålderdomshemmet Rosengården i Nynäshamn
- Samtal, 1998, skolgården på Rosenborgskolan i Södertälje
- Pers hage, 2000, skolgården på Pershagenskolan i Södertälje
- Vakaren, 2002, Heimdalsplan i Nynäshamn
- Trio, cortenstål, 2006, stationsområdet i Skillingaryd
- (Lotsen) Albert Holm, diabas, 2010, Landsort
- Huvuden, stål, Norrhamn på Landsort